# Јошаница (Клина)
Јошаница (алб. Jashanicë) је насеље у општини Клина, Косово и Метохија, Република Србија.

## Становништво
| Демографија | Демографија | Демографија |
| Година      | Становника  | Становника  |
| ----------- | ----------- | ----------- |
| 1948.       | 1.049       |             |
| 1953.       | 1.139       |             |
| 1961.       | 1.200       |             |
| 1971.       | 1.368       |             |
| 1981.       | 1.622       |             |
| 1991.       | 1.727       |             |
| 2011.       | 1.784       |             |